# Giuseppe Giovanni Battista Guarneri
Giuseppe Giovanni Battista Guarneri (Cremona, 25 novembre 1666 – Cremona, 1740 circa) è stato un liutaio italiano.

## Biografia
Terzo figlio di Andrea Guarneri (1623-1698), costruttore di strumenti musicali, e di Anna Maria Orcelli, fratello di Pietro Giovanni, di altri due fratelli e di quattro sorelle.
Gli strumenti realizzati dal padre Andrea risultarono influenzati nello stile sia dal suo maestro Nicola Amati sia da Antonio Stradivari e raggiunsero una buona qualità soprattutto con le viole e con i violoncelli.
Nel 1677, Pietro Giovanni sposò Caterina Sussagni, ma continuò a vivere nella casa di famiglia. Il giovane Giuseppe Giovanni Battista probabilmente entrò nel laboratorio del padre in questo momento. Nel 1683 Pietro Giovanni si trasferì a Mantova per lavorare come artigiano e come musicista, e quindi quando Andrea morì nel 1698, Giuseppe Giovanni Battista rilevò la bottega del padre.
La sua influenza sul lavoro del padre si fece rimarchevole a partire dal 1680.
Nel 1690, Giuseppe Giovanni Battista sposò la giovane Barbara Franchi, con la quale ebbe sei figli.
Il figlio maggiore di Giuseppe Giovanni Battista, Pietro (1695-1762), lasciò Cremona e stabilì il suo laboratorio a Venezia intorno al 1717, diventando noto come Pietro da Venezia per la fabbricazione di ottimi violoncelli.
Il figlio minore di Giuseppe Giovanni Battista, Bartolomeo Giuseppe (1698-1744), diventò il membro più celebrato della dinastia. Avendo usato le lettere I.H.S. sulle sue etichette, diventò noto come "Giuseppe Guarneri del Gesù". Fu uno dei più grandi liutai di sempre; molti ritengono che i suoi strumenti siano di qualità uguale a quella di Stradivari. I violini del Gesù sono famosi per il loro tono ricco e potente e sono stati favoriti dai virtuosi come Paganini e Pinchas Zukerman.
A partire dal 1715 i figli di Giuseppe Giovanni Battista, Pietro e Bartolomeo Giuseppe lo aiutarono e lo sostituirono gradualmente nel suo lavoro.
Giuseppe Giovanni Battista si ritirò completamente dalla liuteria intorno al 1730 per motivi di salute.
Giuseppe Giovanni Battista dimostrò più originalità di suo padre e già ai suoi esordi evidenziò uno spirito di ricerca che lo contraddistinse artigianalmente dal padre. I suoi strumenti si caratterizzarono per l'abbondante vernice, la linea del contorno, la forma richiusa verso il mezzo che si allarga rapidamente dal centro e la forma a punta ispirata dagli strumenti di Gasparo da Salò.